# Knížata (Vrchlický)
Knížata – dramat historyczny czeskiego poety i dramaturga Jaroslava Vrchlickiego, opowiadający o walkach polsko-czeskich na początku XI wieku, za panowania księcia Bolesława III Rudego i Bolesława Chrobrego. Sztuka składa się z sześciu aktów. Jest napisana prozą. Została opublikowana w Pradze nakładem oficyny F. Šimáčka w 1903.